# Абед, Родриго
Родриго Элиас Мартинес Абед (исп. Rodrigo Elias Martinez Abed) (6 сентября 1972, Мехико) — мексиканский актёр и сценарист.

## Биография
Родился 6 сентября 1970 года (по некоторым другим данным в 1972 году) в Мехико. С детства мечтал стать актёром, и поэтому в 1991 году поступил в CEA при телекомпании Televisa, и проучившись 2 года был выдвинут на дипломную работу. Дипломной работой актёра стали съёмки в телесериале Сон любви и после чего он дебютировал в мексиканском кинематографе и снялся в 27 работах в кино и телесериалах. После окончания CEA, он прошёл стажировку в Нью-Йоркском университете на сценарном факультете. В 2001 году перешёл в телекомпанию TV Azteca и в 2003 году победил в премии Diosa de plata в номинации лучший актёр. В 2010-х годах перешёл в телекомпанию Telemundo и снялся в ряде теленовелл.

## Фильмография

### Художественные фильмы
- Тёмные воды (2003)
- Cicatrices (2005)

### Теленовеллы и многосезонные ситкомы
- 1985—2007 — Женщина, случаи из реальной жизни
- 1992 — Волшебная молодость
- 1993 — Sueño de amor
- 1995 — Bajo un mismo rostro — Марио Контрерас
- 1995—1996 — El premio mayor — Густаво
- 1995—1996 — Мария из предместья — Бернардо Гардуньо
- 1996 — Morir dos veces
- 1996 — В плену страсти — Гильермо Элисондо
- 1998 — La Mentira — Рикардо Платас
- 1999 — Besos prohibidos — Адальберто Конде
- 2001—2002 — Cuando seas mía — Фабиан Санчес Серрано Вальехо
- 2002 — Súbete a mi moto
- 2003 — Свет женских глаз 2 — Элиас Танус
- 2003 — La hija del jardinero — Гильермо
- 2005 — Top Models — Брандон Оливер
- 2008 — Кападокия — Фелипе де ла Лама
- 2008—2009 — Secretos del alma — Роберто Суарес
- 2011—2012 — A corazón abierto — Хавьер Бургос
- 2013 — El señor de los cielos — Сесар Сильва де ла Гарса «Президент»
- 2013—2014 — Las trampas del deseo — Херардо Альварадо
- 2014—2015 — Amor sin reserva — Хорхе Кастильо
- 2017 — El Chema — Сесар Сильва де ла Гарса «Президент»
- 2017 — Эль Чапо / El Chapo — Амадо Каррильо Фуэнтес